# Lija Laizāne
Lija Laizāne (* 6. Juli 1993 in Riga) ist eine ehemalige lettische Radrennfahrerin, die im Straßenradsport aktiv war.

## Sportlicher Werdegang
In den Ergebnislisten der UCI trat Laizāne erstmals 2010 mit der Teilnahme an den nationalen Meisterschaften in Erscheinung. Im Verlauf ihrer Karriere gewann sie insgesamt zehnmal den nationalen Titel, davon von 2015 bis 2019 fünfmal in Folge im Straßenrennen sowie fünfmal im Einzelzeitfahren. Mehrfach vertrat sie Lettland bei internationalen Meisterschaften, blieb aber ohne vordere Platzierungen.
Von 2014 bis 2023 war Laizāne Mitglied bei verschieden italienischen und spanischen Frauenradsportteams, mit denen sie an internationalen Rennen teilnahm. Die einzigen Top-10-Platzierungen ihrer Karriere erzielte sie bereits im ersten Jahr mit einem dtitten Platz im Einzelzeitfahren der Trophée d’Or Féminin und dem neunten Platz im Chrono des Nations.
Nach der Saison 2023 beendete Laizāne im Alter von 30 Jahren ihre Karriere im Radsport.

## Erfolge
2011
- Lettische Meisterin – Einzelzeitfahren

2015
- Lettische Meisterin – Einzelzeitfahren und Straßenrennen

2016
- Lettische Meisterin – Einzelzeitfahren und Straßenrennen

2017
- Lettische Meisterin – Einzelzeitfahren und Straßenrennen

2018
- Lettische Meisterin – Einzelzeitfahren und Straßenrennen

2019
- Lettische Meisterin – Straßenrennen